# Dipoena hainanensis
Dipoena hainanensis là một loài nhện trong họ Theridiidae.
Loài này thuộc chi Dipoena. Dipoena hainanensis được Chuandian Zhu miêu tả năm 1998.